# Emilie Burckhardt-Burckhardt

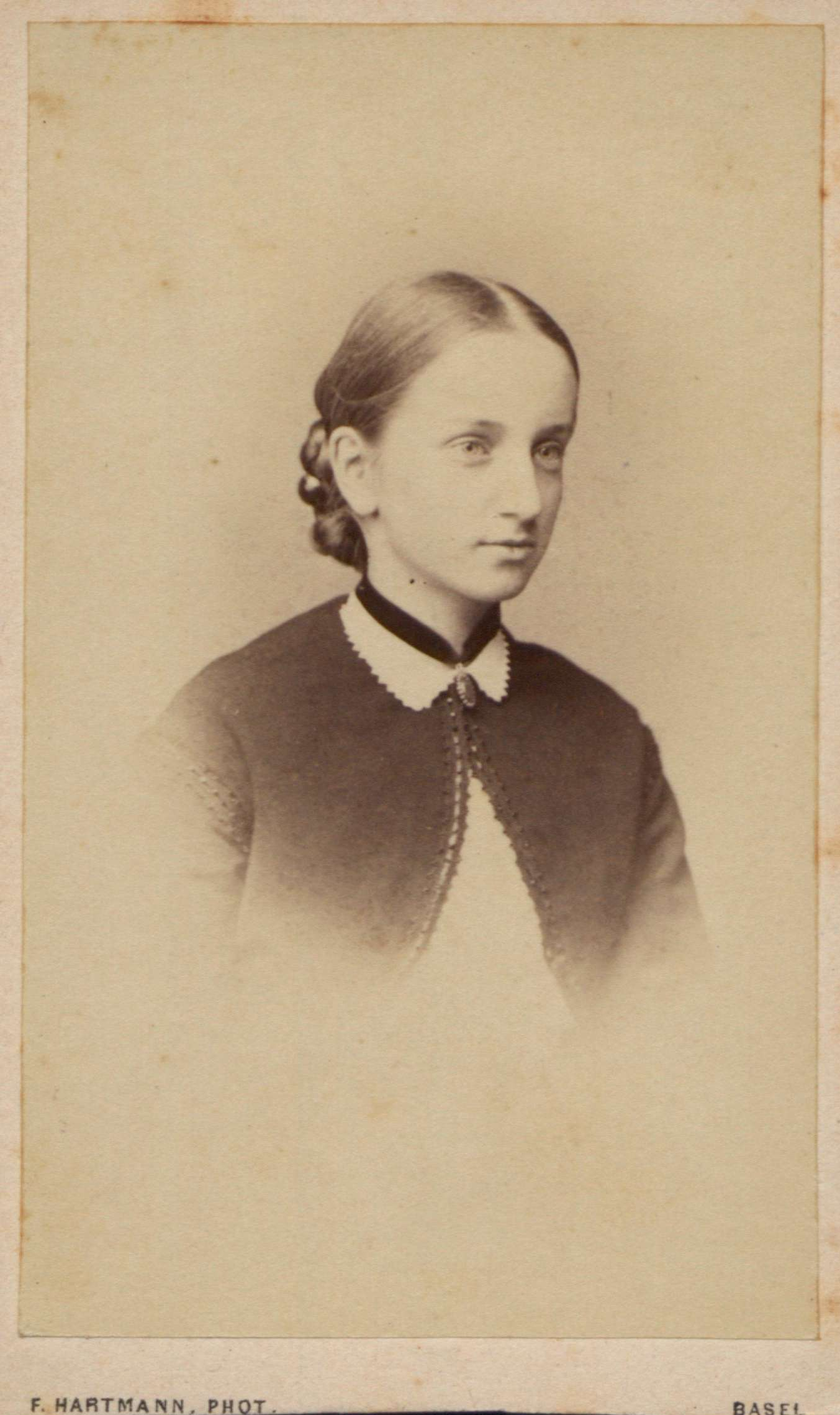
Emilie Burckhardt-Burckhardt (zwischen 1865 und 1880?)

Emilia Burckhardt-Burckhardt (* 2. September 1852 in Arlesheim; † 4. August 1909 in Basel) war eine Schweizer Sozialhelferin und Jugendfürsorgerin.

## Leben und Werk
Emilia war die jüngste Tochter des Kaufmanns Lukas Gottlieb Burckhardt (1821–1889) und der Maria Laura, geborene Alioth (1821–1880). Ihr Onkel war der Kunsthistoriker Jacob Burckhardt.
Emilia erhielt ihren Privatunterricht zu Hause sowie in einer Privatschule in Morges. 1873 heiratete sie den Kaufmann Adolf Nathanaël Burckhardt (1844–1903). Zusammen hatten sie sieben Kinder. Von 1873 bis 1875 lebten sie in Liestal und von 1875 bis 1903 in Nieder-Schönthal. Wie ihr Mann engagierte sie sich dort in der Sozialhilfe und unterstützte u. a. Arbeiterfamilien. Zudem gründete sie mehrere Sonntagsschulen. Als Pionierin setzte sie sich für die Frauenförderung ein. In der Folge gründete sie Töchtervereine und leitete ab 1889 die Töchtervereine von Baselland. Zudem stand sie dem Verein der Freundinnen junger Mädchen vor und engagierte sich im Verein zur Hebung der Sittlichkeit. Nach dem Tod ihres Ehemannes lebte sie in Basel und arbeitete in der Sozialhilfe sowie in der Jugendarbeit.